# Bactrocera abdopallescens
Bactrocera abdopallescens
 es una especie de díptero que Drew describió por primera vez en 1971. Bactrocera abdopallescens pertenece al género Bactrocera de la familia Tephritidae.